# Valiu

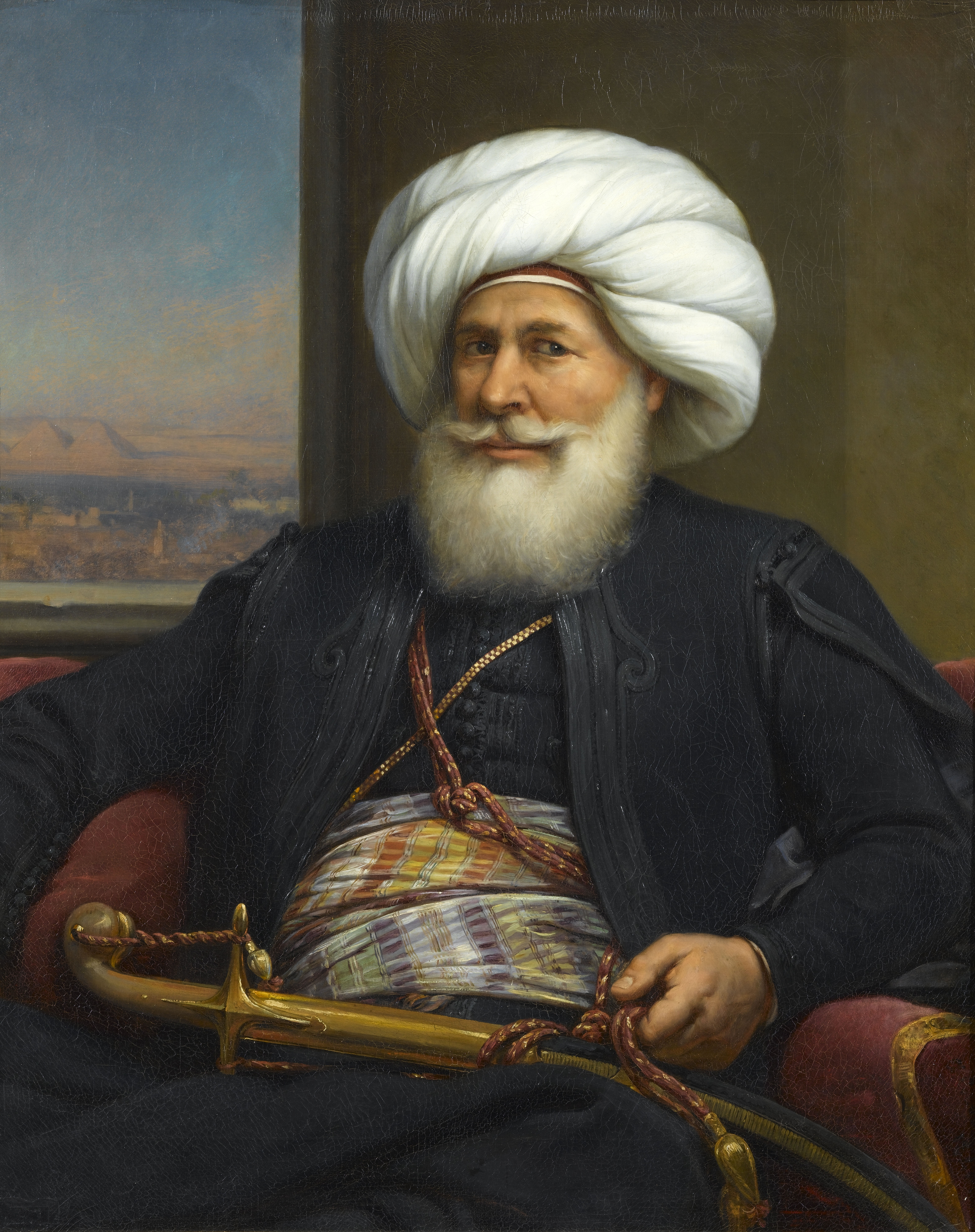
Muhammad Ali Pașa, vali al Egiptului

Valiul (din limba arabă والي wāli) este un titlu administrativ pentru a desemna guvernatorul unui vilaiet.

## Algeria
În Algeria, wāli este "guvernatorul" unei provincii, fiind un oficial numit de șeful statului. 

## Iran
În Iran,  vāli este guvernatorul sau un conducătorul local al unei provincii. 

## Imperiul Otoman
Valiul era desemnat, de cele mai multe ori, un ofițer de rang înalt, un pașă. 

## Oman
Sultanatul Oman a numit un  LiWali care să guverneze Mombasa, Kenya în perioada când a avut controlul asupra orașului. 

## Maroc
După reforma administrativă din 1997, guvernul central numește un wāli (guvernator) pentru fiecare regiune a Marocului. 

## Pakistan
Între anii 1926 – 1969, districtul Swat din Pakistan a fost condus de un  wali .

## Turcia
Provinciile Turciei sunt conduse de către un guvernator – vali – numit de guvernul de la Ankara. 